# 藍澤證券股份
藍澤證券（日語：藍澤證券株式会社）是一家日本证券公司。

## 历史
成立於1933年10月3日，總部位於東京都中央区日本橋一丁目20番3号。主要經營所有證券產品，包括日本、中國股市（香港、深圳、上海）、韓國、台灣、新加坡、泰國、馬來西亞等。其主要創辦人為蓝泽弥八，現時董事長及總裁為藍澤基彌。
其股份自2006年於JASDAQ上市。至於中國辦事處為上海。

## 外部連結
- 藍澤證券股份有限公司 （页面存档备份，存于）